# 日岛炮台
日岛炮台，位于山东省威海市环翠区日岛，为全国重点文物保护单位“刘公岛甲午战争纪念地”之一。现隶属中国甲午战争博物馆。

## 简介
日岛炮台在刘公岛南1海里处的日岛。这里原是礁石滩，北洋海军时期清军从南岸运土填筑而成。建有地阱炮台1座，内置平射炮6门，地阱炮2门。炮台地阱径11米，深2米，阱壁有掩体及储弹间，保存较好。甲午战争威海之战中，北洋海军康济舰管带萨镇冰率30名水兵防守该炮台，击退了日军的多次进攻。
1988年日岛炮台作为“刘公岛甲午战争纪念地”之一被公布为全国重点文物保护单位。